# Episparis hannemanni
Episparis hannemanni là một loài bướm đêm trong họ Erebidae.